# Craig MacDonald
Craig MacDonald (* 7. April 1977 in Antigonish, Nova Scotia) ist ein ehemaliger kanadischer Eishockeyspieler, der im Verlauf seiner aktiven Karriere zwischen 1995 und 2013 unter anderem 240 Spiele für die Carolina Hurricanes, Florida Panthers, Boston Bruins, Calgary Flames, Chicago Blackhawks, Tampa Bay Lightning und Columbus Blue Jackets in der National Hockey League (NHL) auf der Position des Centers bestritten hat. Darüber hinaus war MacDonald insgesamt vier Spielzeiten bei den DEG Metro Stars und Adler Mannheim in der Deutschen Eishockey Liga (DEL) aktiv.

## Karriere
Craig MacDonald begann seine Karriere als Eishockeyspieler in der Mannschaft der Harvard University, für die er von 1995 bis 1997 aktiv war. In diesem Zeitraum wurde er im NHL Entry Draft 1996 in der vierten Runde als insgesamt 88. Spieler von den Hartford Whalers aus der National Hockey League (NHL) ausgewählt. Nachdem er in der Saison 1997/98 für den kanadischen Eishockeyverband Hockey Canada in Freundschaftsspielen angetreten war, gab er in der Saison 1998/99 sein Debüt in der NHL für die Carolina Hurricanes, die nach der Umsiedlung der Hartford Whalers nach Carolina die Rechte am Angreifer erhalten hatten. In seinem Rookiejahr blieb er in insgesamt zwölf Spielen punkt- und straflos. Den Großteil der Spielzeit verbrachte er im Farmteam der Hurricanes, dem Beast of New Haven aus der American Hockey League (AHL). Von 1999 bis 2001 stand der Linksschütze ausschließlich für die Cincinnati Cyclones in der International Hockey League (IHL) auf dem Eis, ehe er von 2001 bis 2003 parallel für Carolina in der NHL, sowie deren neues Farmteam, die Lowell Lock Monsters, in der AHL spielte.
Am 14. August 2003 unterschrieb MacDonald als Free Agent bei den Florida Panthers, die er jedoch nach nur einem halben Jahr verließ, um für die Boston Bruins zu spielen. Den Lockout während der NHL-Saison 2004/05 überbrückte der Center bei einem Ex-Team, den Lowell Lock Monsters aus der AHL. Nach Wiederaufnahme des Spielbetriebs in der NHL erhielt er am 11. August 2005 als Free Agent einen Vertrag bei den Calgary Flames, für die er ebenso ein Jahr lang spielte wie anschließend für die Chicago Blackhawks, Tampa Bay Lightning und Columbus Blue Jackets, wobei er in seinem Jahr in Columbus hauptsächlich in deren AHL-Farmteam Syracuse Crunch eingesetzt wurde.
Für die Saison 2009/10 wurde der Kanadier von den DEG Metro Stars aus der Deutschen Eishockey Liga (DEL) verpflichtet, bei denen er allerdings nur für eine Spielzeit blieb. Im April 2010 wurde bekannt, dass MacDonald zum Ligakonkurrenten Adler Mannheim wechselt. Dort war MacDonald drei Spielzeiten bis zu seinem Karriereende im Sommer 2013 aktiv.

## Erfolge und Auszeichnungen
- 1996 ECAC Hockey All-Rookie Team
- 1997 Spengler-Cup-Gewinn mit dem Team Canada
- 2012 Deutscher Vizemeister mit den Adler Mannheim

## Karrierestatistik
(Legende zur Spielerstatistik: Sp oder GP = absolvierte Spiele; T oder G = erzielte Tore; V oder A = erzielte Assists; Pkt oder Pts = erzielte Scorerpunkte; SM oder PIM = erhaltene Strafminuten; +/− = Plus/Minus-Bilanz; PP = erzielte Überzahltore; SH = erzielte Unterzahltore; GW = erzielte Siegtore; 1 Play-downs/Relegation; Kursiv: Statistik nicht vollständig)